# DEVIL SOLDIER 〜戦慄の奇蹟〜
『DEVIL SOLDIER 〜戦慄の奇蹟〜』（デヴィル・ソルジャー せんりつのきせき）は、LOUDNESS通算2枚目のアルバム。1982年7月21日発売。
発売元は日本コロムビア。

## 解説
帯コピーは悪魔伝説は今、日本全土に語り継がれた！。
ジャケットは、前作『BIRTHDAY EVE』から連続性のあるイラストとなっている。前作で描かれていた、胎児が中にいた水晶が、本作では割れている。裏ジャケットには、胎児から成長し、コウモリ状の翼を背中に生やして鎌を持った、悪魔のような容姿の幼い男児が描かれている。

## 収録曲
全作詞：Minoru Niihara、全作曲：Akira Takasaki、全編曲：LOUDNESS
1. Lonely Player　[4:52]
歌詞は男女の情事がテーマとなっている。
バリエーション違いとして、1991年に発売された第2期LOUDNESSのアルバム『ON THE PROWL』にて、当時ボーカルだったマイク・ヴェセーラによる新たな歌詞と、メロディアスなアレンジがされた「DEADLY PLAYER」が収録されている。
2. Angel Dust　[4:47]
タイトルの「エンジェルダスト」とは、幻覚剤であるフェンサイクリジンの俗称であり、歌詞も薬物使用を匂わせる内容となっている。
3. After Illusion　[5:59]
本作の楽曲中では最もスローで、歌謡曲テイストなバラードナンバー。
4. Girl　[2:34]
イントロのテクニカルなドラムプレイと、トリッキーなギターリフが特徴のロックナンバー。間奏がなく、演奏時間は2分半弱と短い。
第2期LOUDNESSのアルバム『ON THE PROWL』には、当時ボーカルのマイク・ヴェセーラによる新たな歌詞と、間奏などのメロディを追加してアレンジされた「GIRL」が収録されている。
5. Hard Workin'　[3:30]
6. Loving Maid　[4:56]
7. Rock The Nation　[3:24]
8. Devil Soldier　[7:09]
タイトルナンバー。プログレッシブ・ロック色が強いアレンジがされ、最初はアップテンポだが、中盤でスローダウンし、終盤で再びテンポアップな曲調に変化する。

再発時のボーナストラック
1. Geraldine
2ndシングル。ブーツ・ウォーカーのカヴァー曲
2. Lonely Player (Live Version)

## カバー
- Angel Dust
  - Junko（1985年、アルバム『So Deep』収録）
- After Illusion
  - 本城未沙子（1982年、アルバム『魔女伝説～MESSIAH'S BLESSING』収録）
編曲は高崎晃・吉村浩二。吉村によって、ストリングスが部分的に導入されている。

## 関連作品
- THE BIRTHDAY EVE 〜誕生前夜〜